# Konrád II. Švábský
Konrád II. Švábský (1168/1176? - 15. srpna 1196, Durlach) byl vévoda švábský a z Rothenburgu, syn císaře Fridricha Barbarossy. Podporoval svého staršího bratra Jindřicha na výpravě do Itálie a po návratu byl zavražděn zřejmě z pomsty za násilí na ženě. Svými současníky považován za odvážného a smělého bojovníka, ale také za výbušného muže se sklonem k násilí a chamtivosti. 

## Život
Narodil se jako pátý syn císaře Fridricha Barbarossy a jeho druhé choti Beatrix, dcery Renauda Burgundského zřejmě v období let 1170-1177. Jednání o Konrádově sňatku započala na jaře 1187, kdy Fridrich Barbarossa v touze po navázání příbuzenského vztahu s kastilským královským dvorem  vyslal na Pyrenejský poloostrov poselstvo, které se zúčastnilo v Gormazu dvorského sněmu. K upevnění pouta měl posloužit Konrádův sňatek s princeznou Berenguelou, nejstarší královskou dcerou. Na jaře roku 1188 byl Konrád otcem povýšen na vévodu z Rothenburgu a v dubnu téhož roku byla v Seligenstadtu uzavřena svatební dohoda s Alfonsem VIII. Poté se mladík vydal na španělský dvůr, z důvodu nevěstina mládí však nebyl sňatek konzumován a Konrád se stal obětí politických intrik. Již na začátku roku 1189 se vrátil domů a o tři roky později bylo manželství papežem rozvedeno.
Po návratu na štaufský dvůr Konrád doprovázel svého bratra Jindřicha, římského krále na cestě do Itálie, kde Jindřich doufal v císařskou korunovaci. V dubnu 1191 byl Jindřich s manželkou papežem Celestýnem III. v Římě korunován a poté se vydal směrem k sicilskému království, kde chtěl získat dědictví své ženy Konstancie uchvácené Tankredem Sicilským. Zpočátku severně položená města vcelku ochotně otevírala své brány štaufskému vojsku a s prvním odporem se Jindřich setkal až u Neapole. Letní horka se stala osudnými pro velkou část armády, která podlehla malárii a v Německu mezitím vypukla vzpoura pod vedením Jindřicha Lva. Konrád se společně s bratrem vrátil do Říše.
Roku 1192 byl Konrád na sněmu ve Wormsu pasován na rytíře a bylo mu slavnostně potvrzeno držení švábského vévodství, které převzal po smrti bratra Fridricha. O dva roky později Jindřicha opět doprovázel na teď již úspěšném tažení proti sicilským Normanům a kronikáři o něm hovoří jako o velkém bojovníkovi a smilníkovi. Nebyl mu dopřán dlouhý život, po návratu do Německa vystoupil v souladu s bratrovou politikou proti hraběti Bertoldovi ze Zähringenu a v srpnu 1196 byl zavražděn údajně pro pokus o znásilnění. Byl pohřben v rodovém pohřebišti v benediktinském klášteře Lorch.